# Liste des épisodes de La Carte aux trésors
 (avril 2019).
Si vous disposez d'ouvrages ou d'articles de référence ou si vous connaissez des sites web de qualité traitant du thème abordé ici, merci de compléter l'article en donnant les références utiles à sa vérifiabilité et en les liant à la section « Notes et références ».
Cette page présente la liste des épisodes de l'émission télévisée La Carte aux trésors, diffusés depuis le 6 août 1996.

## Par année

### Saison 1: 1996 (8 épisodes)
| Épisodes émission | Épisodes saison | Date              | Pays   | Région                     | Département         | Secteur(s)                    | Remarque                                                        | Audiences | Source |
| ----------------- | --------------- | ----------------- | ------ | -------------------------- | ------------------- | ----------------------------- | --------------------------------------------------------------- | --------- | ------ |
| 1                 | 1               | 6 août 1996       | France | Midi-Pyrénées              | Lot                 | Quercy, Rocamadour            | -                                                               |           |        |
| 2                 | 2               | 13 août 1996      | France | Languedoc-Roussillon       | Pyrénées-Orientales | Cerdagne, Font-Romeu          | -                                                               |           |        |
| 3                 | 3               | 20 août 1996      | France | Poitou-Charentes           | Charente-Maritime   | Rochefort et les îles         | -                                                               |           |        |
| 4                 | 4               | 27 août 1996      | France | Provence-Alpes-Côte d'Azur | Var                 | Les Gorges du Verdon          | -                                                               |           |        |
| 5                 | 5               | 3 septembre 1996  | France | Provence-Alpes-Côte d'Azur | Var                 | La Presqu'île de Saint-Tropez | -                                                               |           |        |
| 6                 | 6               | 10 septembre 1996 | France | Bretagne                   | Morbihan            | Le Golfe du Morbihan, Carnac  | -                                                               |           |        |
| 7                 | 7               | novembre 1996     | France | Provence-Alpes-Côte d'Azur | Hautes-Alpes        | Le Briançonnais               | Émission spéciale avec la participation de médaillés olympiques |           |        |
| 8                 | 8               | décembre 1996     | France | Provence-Alpes-Côte d'Azur | Bouches-du-Rhône    | Les Baux de Provence          | Émission spéciale avec la participation de médaillés olympiques |           |        |

- Les plus hauts chiffres d'audience
- Les plus bas chiffres d'audience

### Saison 2: 1997 (9 épisodes)
| Épisodes émission | Épisodes saison | Date             | Pays   | Région               | Département | Secteur(s)           | Remarque | Audiences | Source |
| ----------------- | --------------- | ---------------- | ------ | -------------------- | ----------- | -------------------- | -------- | --------- | ------ |
| 9                 | 1               | 1er juillet 1997 | France | Martinique           | Martinique  | Le Rocher du Diamant | -        |           |        |
| 10                | 2               | 8 juillet 1997   | France | Midi-Pyrénées        | Aveyron     | Conques              | -        |           |        |
| 11                | 3               | 15 juillet 1997  | France | Martinique           | Martinique  | Saint-Pierre         | -        |           |        |
| 12                | 4               | 22 juillet 1997  | France | Languedoc-Roussillon | Lozère      | Mende                | -        |           |        |
| 13                | 5               | 29 juillet 1997  | France | Guadeloupe           | Guadeloupe  | Les Îles des Saintes | -        |           |        |
| 14                | 6               | 5 août 1997      | France | Rhône-Alpes          | Savoie      | Aix-les-Bains        | -        |           |        |
| 15                | 7               | 19 août 1997     | France | Midi-Pyrénées        | Tarn        | Albi                 | -        |           |        |
| 16                | 8               | 2 septembre 1997 | France | Guadeloupe           | Guadeloupe  | Basse-Terre          | -        |           |        |
| 17                | 9               | 9 septembre 1997 | France | Midi-Pyrénées        | Lot         | Cahors               | -        |           |        |

- Les plus hauts chiffres d'audience
- Les plus bas chiffres d'audience

### Saison 3: 1998 (8 épisodes)
| Épisodes émission | Épisodes saison | Date               | Pays   | Région                     | Département             | Secteur(s)                  | Audiences | Source |
| ----------------- | --------------- | ------------------ | ------ | -------------------------- | ----------------------- | --------------------------- | --------- | ------ |
| 18                | 1               | 14 juillet 1998    | France | Franche-Comté              | Doubs                   | La vallée du Doubs          | 3 612 840 | [ 1 ]  |
| 19                | 2               | 21 juillet 1998    | France | Corse                      | Corse-du-Sud            | La Côte Sauvage             | 4 188 800 | [ 1 ]  |
| 20                | 3               | 28 juillet 1998    | France | Provence-Alpes-Côte d'Azur | Bouches-du-Rhône        | La montagne Sainte-Victoire | 4 188 800 | [ 1 ]  |
| 21                | 4               | 4 août 1998        | France | Franche-Comté              | Jura                    | Le Jura des lacs            | 3 665 200 | [ 2 ]  |
| 22                | 5               | 11 août 1998       | France | Provence-Alpes-Côte d'Azur | Alpes-de-Haute-Provence | Le pays de Forcalquier      | 3 141 600 | [ 2 ]  |
| 23                | 6               | 18 août 1998       | France | Corse                      | Haute-Corse             | La Balagne                  | 3 874 640 | [ 2 ]  |
| 24                | 7               | 25 août 1998       | France | Bourgogne                  | Yonne                   | La vallée de l'Yonne        | 4 031 720 | [ 2 ]  |
| 25                | 8               | 1er septembre 1998 | France | Rhône-Alpes                | Haute-Savoie            | -                           | 4 712 400 | [ 3 ]  |

- Les plus hauts chiffres d'audience
- Les plus bas chiffres d'audience

### Saison 4: 1999 (9 épisodes)
| Épisodes émission | Épisodes saison | Date             | Pays   | Région           | Département      | Secteur(s)                     | Audiences | Source |
| ----------------- | --------------- | ---------------- | ------ | ---------------- | ---------------- | ------------------------------ | --------- | ------ |
| 26                | 1               | 6 juillet 1999   | Maroc  | -                | -                | Ouarzazate                     | 4 207 200 | [ 4 ]  |
| 27                | 2               | 13 juillet 1999  | France | Pays de la Loire | Loire-Atlantique | Presqu'île guérandaise, Brière | 3 996 840 | [ 4 ]  |
| 28                | 3               | 20 juillet 1999  | Maroc  | -                | -                | Essaouira                      | 3 839 070 | [ 4 ]  |
| 29                | 4               | 27 juillet 1999  | France | Occitanie        | Ariège           | Le Pays cathare                | 4 207 200 | [ 4 ]  |
| 30                | 5               | 3 août 1999      | France | Normandie        | Orne             | La Suisse normande             | 3 681 300 | [ 4 ]  |
| 31                | 6               | 10 août 1999     | France | Occitanie        | Gers             | Pays de Gascogne               | 3 681 300 | [ 4 ]  |
| 32                | 7               | 17 août 1999     | Maroc  | -                | -                | Meknès                         | 3 576 120 | [ 4 ]  |
| 33                | 8               | 31 août 1999     | France | Bretagne         | Ille-et-Vilaine  | Côte d'Émeraude                | 3 681 300 | [ 4 ]  |
| 34                | 9               | 7 septembre 1999 | France | Occitanie        | Hautes-Pyrénées  | La Bigorre                     | 3 891 660 | [ 4 ]  |

- Les plus hauts chiffres d'audience
- Les plus bas chiffres d'audience

### Saison 5: 2000 (9 épisodes)
Thème de la saison : l'histoire de France[réf. nécessaire]
| Épisodes émission | Épisodes saison | Date            | Pays   | Région                  | Département    | Audiences | Source |
| ----------------- | --------------- | --------------- | ------ | ----------------------- | -------------- | --------- | ------ |
| 35                | 1               | 4 juillet 2000  | France | Occitanie               | Aveyron        | 4 858 520 | [ 4 ]  |
| 36                | 2               | 11 juillet 2000 | France | Nouvelle-Aquitaine      | Lot-et-Garonne | 4 330 420 | [ 4 ]  |
| 37                | 3               | 18 juillet 2000 | France | Normandie               | Calvados       | 4 066 370 | [ 4 ]  |
| 38                | 4               | 25 juillet 2000 | France | Centre-Val de Loire     | Indre-et-Loire | 4 224 800 | [ 4 ]  |
| 39                | 5               | 1er août 2000   | France | Nouvelle-Aquitaine      | Corrèze        | 4 224 800 | [ 4 ]  |
| 40                | 6               | 8 août 2000     | France | Auvergne-Rhône-Alpes    | Ardèche        | 4 224 800 | [ 4 ]  |
| 41                | 7               | 15 août 2000    | France | Bourgogne-Franche-Comté | Doubs          | 3 432 650 | [ 4 ]  |
| 42                | 8               | 22 août 2000    | France | Hauts-de-France         | Oise           | 3 749 510 | [ 4 ]  |
| 43                | 9               | 29 août 2000    | France | Auvergne-Rhône-Alpes    | Savoie         | 4 488 850 | [ 4 ]  |

- Les plus hauts chiffres d'audience
- Les plus bas chiffres d'audience

### Saison 6: 2001 (9 épisodes)
Thème de la saison : les îles[réf. nécessaire]
| Épisodes émission | Épisodes saison | Date             | Pays   | Région                     | Département       | Secteur(s)  | Audiences | Source |
| ----------------- | --------------- | ---------------- | ------ | -------------------------- | ----------------- | ----------- | --------- | ------ |
| 44                | 1               | 10 juillet 2001  | France | Corse                      | Haute-Corse       | -           | 4 017 360 | [ 4 ]  |
| 45                | 2               | 17 juillet 2001  | France | Nouvelle-Aquitaine         | Charente-Maritime | Île de Ré   | 4 810 260 | [ 4 ]  |
| 46                | 3               | 24 juillet 2001  | France | Provence-Alpes-Côte d'Azur | Bouches-du-Rhône  | -           | 4 228 800 | [ 4 ]  |
| 47                | 4               | 31 juillet 2001  | France | Pays de la Loire           | Vendée            | -           | 4 123 080 | [ 4 ]  |
| 48                | 5               | 7 août 2001      | France | Provence-Alpes-Côte d'Azur | Alpes-Maritimes   | Côte d'Azur | 4 440 240 | [ 4 ]  |
| 49                | 6               | 14 août 2001     | France | Bretagne                   | Morbihan          | -           | 3 753 060 | [ 4 ]  |
| 50                | 7               | 21 août 2001     | France | Normandie                  | Manche            | -           | 4 123 080 | [ 4 ]  |
| 51                | 8               | 28 août 2001     | France | Bretagne                   | Finistère         | -           | 4 017 360 | [ 4 ]  |
| 52                | 9               | 4 septembre 2001 | France | Provence-Alpes-Côte d'Azur | Var               | -           | 4 334 520 | [ 4 ]  |

- Les plus hauts chiffres d'audience
- Les plus bas chiffres d'audience

### Saison 7: 2002 (10 épisodes)
Thème de la saison : la France sauvage[réf. nécessaire]
| Épisodes émission | Épisodes saison | Date             | Pays   | Région                  | Département  | Secteur(s)              | Audiences | Source |
| ----------------- | --------------- | ---------------- | ------ | ----------------------- | ------------ | ----------------------- | --------- | ------ |
| 53                | 1               | 2 juillet 2002   | France | Auvergne-Rhône-Alpes    | Puy-de-Dôme  | -                       | 5 141 000 | [ 4 ]  |
| 54                | 2               | 9 juillet 2002   | France | Nouvelle-Aquitaine      | Dordogne     | -                       | 5 194 000 | [ 4 ]  |
| 55                | 3               | 16 juillet 2002  | France | Auvergne-Rhône-Alpes    | Isère        | Massif de la Chartreuse | 4 134 000 | [ 4 ]  |
| 56                | 4               | 23 juillet 2002  | France | Auvergne-Rhône-Alpes    | Cantal       | -                       | 4 611 000 | [ 4 ]  |
| 57                | 5               | 30 juillet 2002  | France | Grand Est               | Bas-Rhin     | -                       | 4 717 000 | [ 4 ]  |
| 58                | 6               | 6 août 2002      | France | Nouvelle-Aquitaine      | Haute-Vienne | -                       | 4 452 000 | [ 4 ]  |
| 59                | 7               | 13 août 2002     | France | Bourgogne-Franche-Comté | -            | -                       | 4 240 000 | [ 4 ]  |
| 60                | 8               | 20 août 2002     | France | Auvergne-Rhône-Alpes    | Haute-Loire  | -                       | 3 975 000 | [ 4 ]  |
| 61                | 9               | 27 août 2002     | France | Bourgogne-Franche-Comté | Nièvre       | Morvan                  | 4 134 000 | [ 4 ]  |
| 62                | 10              | 3 septembre 2002 | France | Centre-Val de Loire     | Loir-et-Cher | Sologne                 | 4 240 000 | [ 4 ]  |

- Les plus hauts chiffres d'audience
- Les plus bas chiffres d'audience

### Saison 8: 2003 (10 épisodes)
Thème de la saison : la France secrète
| Épisodes émission | Épisodes saison | Date             | Pays   | Région                  | Département(s) | Audiences | Source |
| ----------------- | --------------- | ---------------- | ------ | ----------------------- | -------------- | --------- | ------ |
| 63                | 1               | 1er juillet 2003 | France | Nouvelle-Aquitaine      | Charente       | 4 798 800 | [ 4 ]  |
| 64                | 2               | 8 juillet 2003   | France | Nouvelle-Aquitaine      | Landes         | 4 318 920 | [ 4 ]  |
| 65                | 3               | 15 juillet 2003  | France | Hauts-de-France         | Somme          | 3 999 000 | [ 4 ]  |
| 66                | 4               | 22 juillet 2003  | France | Pays de la Loire        | Maine-et-Loire | 4 532 200 | [ 4 ]  |
| 67                | 5               | 29 juillet 2003  | France | Grand Est               | Aube           | 4 372 240 | [ 4 ]  |
| 67                | 5               | 29 juillet 2003  | France | Grand Est               | Marne          | 4 372 240 | [ 4 ]  |
| 68                | 6               | 5 août 2003      | Suisse | Canton de Vaud          | -              | 2 985 920 | [ 4 ]  |
| 69                | 7               | 12 août 2003     | France | Pays de la Loire        | Mayenne        | 3 679 080 | [ 4 ]  |
| 70                | 8               | 19 août 2003     | France | Bourgogne-Franche-Comté | Côte-d'Or      | 3 785 720 | [ 4 ]  |
| 71                | 9               | 26 août 2003     | France | Normandie               | Eure           | 3 999 000 | [ 4 ]  |
| 72                | 10              | 2 septembre 2003 | France | Hauts-de-France         | Pas-de-Calais  | 4 425 560 | [ 4 ]  |

- Les plus hauts chiffres d'audience
- Les plus bas chiffres d'audience

### Saison 9: 2004 (10 épisodes)
Thème de la saison : l'Eau[réf. nécessaire]
| Épisodes émission | Épisodes saison | Date             | Pays   | Région                     | Département  | Audiences | Source |
| ----------------- | --------------- | ---------------- | ------ | -------------------------- | ------------ | --------- | ------ |
| 73                | 1               | 29 juin 2004     | France | Occitanie                  | Gard         | 3 936 160 | [ 4 ]  |
| 74                | 2               | 6 juillet 2004   | France | Provence-Alpes-Côte d'Azur | Hautes-Alpes | 4 205 760 | [ 4 ]  |
| 75                | 3               | 13 juillet 2004  | France | Normandie                  | Manche       | 3 396 960 | [ 4 ]  |
| 76                | 4               | 20 juillet 2004  | France | Occitanie                  | Hérault      | 3 612 640 | [ 4 ]  |
| 77                | 5               | 27 juillet 2004  | France | Bretagne                   | Finistère    | 4 367 520 | [ 4 ]  |
| 78                | 6               | 3 août 2004      | France | Auvergne-Rhône-Alpes       | Isère        | 3 504 800 | [ 4 ]  |
| 79                | 7               | 10 août 2004     | France | Nouvelle-Aquitaine         | Corrèze      | 3 882 240 | [ 4 ]  |
| 80                | 8               | 24 août 2004     | France | Auvergne-Rhône-Alpes       | Loire        | 3 720 480 | [ 4 ]  |
| 81                | 9               | 31 août 2004     | Suisse | Canton du Jura             | -            | 2 965 600 | [ 4 ]  |
| 82                | 10              | 7 septembre 2004 | France | Bretagne                   | Morbihan     | 3 558 720 | [ 4 ]  |

- Les plus hauts chiffres d'audience
- Les plus bas chiffres d'audience

### Saison 10: 2005 (10 épisodes)
| Épisodes émission | Épisodes saison | Date            | Pays   | Région             | Département        | Secteur(s)     | Audiences | Source |
| ----------------- | --------------- | --------------- | ------ | ------------------ | ------------------ | -------------- | --------- | ------ |
| 83                | 1               | 28 juin 2005    | France | Poitou-Charentes   | Charente-Maritime  | -              |           |        |
| 84                | 2               | 5 juillet 2005  | France | Nouvelle-Calédonie | Nouvelle-Calédonie | Île de Lifou   |           |        |
| 85                | 3               | 12 juillet 2005 | France | Bretagne           | Côtes-d'Armor      | -              |           |        |
| 86                | 4               | 19 juillet 2005 | France | Aquitaine          | Dordogne           | -              |           |        |
| 87                | 5               | 26 juillet 2005 | France | Franche-Comté      | Jura               | Haut-Jura      |           |        |
| 88                | 6               | 2 août 2005     | France | Nouvelle-Calédonie | Nouvelle-Calédonie | Grande Terre   |           |        |
| 89                | 7               | 9 août 2005     | France | Lorraine           | Moselle            | -              |           |        |
| 90                | 8               | 16 août 2005    | France | Picardie           | Aisne              | La Thiérache   |           |        |
| 91                | 9               | 23 août 2005    | France | Bretagne           | Ille-et-Vilaine    | Haute-Bretagne |           |        |
| 92                | 10              | 30 août 2005    | France | Région Centre      | Loiret             | -              |           |        |

- Les plus hauts chiffres d'audience
- Les plus bas chiffres d'audience

### Saison 11: 2006 (10 épisodes)
Thème de la saison : l'histoire de France[réf. nécessaire]
| Épisodes émission | Épisodes saison | Date             | Pays   | Région                     | Département             | Secteur(s)        | Audiences | Source |
| ----------------- | --------------- | ---------------- | ------ | -------------------------- | ----------------------- | ----------------- | --------- | ------ |
| 93                | 1               | 4 juillet 2006   | France | Provence-Alpes-Côte d'Azur | Alpes-de-Haute-Provence | -                 |           |        |
| 94                | 2               | 11 juillet 2006  | France | Provence-Alpes-Côte d'Azur | Vaucluse                | -                 |           |        |
| 95                | 3               | 18 juillet 2006  | France | Midi-Pyrénées              | Aveyron                 | Aubrac            |           |        |
| 96                | 4               | 25 juillet 2006  | France | Languedoc-Roussillon       | Lozère                  | -                 |           |        |
| 97                | 5               | 1er août 2006    | France | Auvergne                   | Allier                  | -                 |           |        |
| 98                | 6               | 8 août 2006      | France | Champagne Ardenne          | Marne                   | -                 |           |        |
| 99                | 7               | 15 août 2006     | France | Île-de-France              | Val-d'Oise              | Auvers-sur-Oise   |           |        |
| 100               | 8               | 22 août 2006     | France | Région Centre              | Indre-et-Loire          | -                 |           |        |
| 101               | 9               | 29 août 2006     | France | Provence-Alpes-Côte d'Azur | Var                     | Massif des Maures |           |        |
| 102               | 10              | 5 septembre 2006 | France | Picardie                   | Oise                    | -                 |           |        |

- Émission spéciale: Les dessous de la Carte aux Trésors

- Les plus hauts chiffres d'audience
- Les plus bas chiffres d'audience

### Saison 12: 2007 (9 épisodes)
| Épisodes émission | Épisodes saison | Date            | Pays   | Région               | Département     | Secteur(s)             | Audiences | Source |
| ----------------- | --------------- | --------------- | ------ | -------------------- | --------------- | ---------------------- | --------- | ------ |
| 103               | 1               | 4 juillet 2007  | France | Languedoc-Roussillon | Gard            | Le Pont du Gard        |           |        |
| 104               | 2               | 11 juillet 2007 | France | Auvergne             | Cantal          | Les volcans d’Auvergne |           |        |
| 105               | 3               | 18 juillet 2007 | France | Midi-Pyrénées        | Tarn            | Albi                   |           |        |
| 106               | 4               | 25 juillet 2007 | France | Midi-Pyrénées        | Hautes-Pyrénées | Le cirque de Gavarnie  |           |        |
| 107               | 5               | 1er août 2007   | France | Bretagne             | Côtes-d'Armor   | Le Cap Fréhel          |           |        |
| 108               | 6               | 8 août 2007     | France | Normandie            | Manche          | Le Mont Saint-Michel   |           |        |
| 109               | 7               | 15 août 2007    | France | Normandie            | Seine-Maritime  | Étretat                |           |        |
| 110               | 8               | 22 août 2007    | France | Région Centre        | Loir-et-Cher    | Chambord               |           |        |
| 111               | 9               | 29 août 2007    | France | Rhône-Alpes          | Haute-Savoie    | Le Mont Blanc          |           |        |

- Les plus hauts chiffres d'audience
- Les plus bas chiffres d'audience

### Saison 13: 2008 (10 épisodes)
| Épisodes émission | Épisodes saison | Date             | Pays   | Région                     | Département       | Secteur(s)                | Audiences | Source |
| ----------------- | --------------- | ---------------- | ------ | -------------------------- | ----------------- | ------------------------- | --------- | ------ |
| 112               | 1               | 2 juillet 2008   | France | Poitou-Charentes           | Charente-Maritime | L'Aunis                   |           |        |
| 113               | 2               | 9 juillet 2008   | France | Provence-Alpes-Côte d'Azur | Bouches-du-Rhône  | Marseille (Les Calanques) |           |        |
| 114               | 3               | 16 juillet 2008  | France | Midi-Pyrénées              | Tarn-et-Garonne   | Le Quercy / La Lomagne    |           |        |
| 115               | 4               | 23 juillet 2008  | France | Provence-Alpes-Côte d'Azur | Alpes-Maritimes   | L'arrière pays niçois     |           |        |
| 116               | 5               | 30 juillet 2008  | France | Rhône-Alpes                | Drôme             | Les Baronnies             |           |        |
| 117               | 6               | 6 août 2008      | France | Bretagne                   | Morbihan          | Le Golfe du Morbihan      |           |        |
| 118               | 7               | 13 août 2008     | France | Normandie                  | Calvados          | Le Pays d'Auge            |           |        |
| 119               | 8               | 20 août 2008     | France | Bourgogne                  | Yonne             | L'Avallonnais             |           |        |
| 120               | 9               | 27 août 2008     | France | Rhône-Alpes                | Ain               | Le Bugey                  |           |        |
| 121               | 10              | 3 septembre 2008 | France | Provence-Alpes-Côte d'Azur | Hautes-Alpes      | Le Briançonnais           |           |        |

- Les plus hauts chiffres d'audience
- Les plus bas chiffres d'audience

### Saison 14: 2009 (10 épisodes)
| Épisodes émission | Épisodes saison | Date            | Pays   | Région             | Département      | Secteur(s)                             | Audiences | Source |
| ----------------- | --------------- | --------------- | ------ | ------------------ | ---------------- | -------------------------------------- | --------- | ------ |
| 122               | 1               | 29 juin 2009    | France | Pays de la Loire   | Loire-Atlantique | -                                      |           |        |
| 123               | 2               | 6 juillet 2009  | France | Poitou-Charentes   | Vienne           | -                                      |           |        |
| 124               | 3               | 13 juillet 2009 | France | Région Centre      | Indre            | -                                      |           |        |
| 125               | 4               | 20 juillet 2009 | France | Rhône-Alpes        | Isère            | Bourg d'Oisans                         |           |        |
| 126               | 5               | 27 juillet 2009 | France | Région Centre      | Cher             | -                                      |           |        |
| 127               | 6               | 3 août 2009     | France | Île-de-France      | Essonne          | Dourdan                                |           |        |
| 128               | 7               | 10 août 2009    | France | Nord-Pas-de-Calais | Pas-de-Calais    | Montreuil, le Boulonnais, l'Audomarois |           |        |
| 129               | 8               | 17 août 2009    | France | Champagne-Ardenne  | Ardennes         | -                                      |           |        |
| 130               | 9               | 24 août 2009    | France | Franche-Comté      | Doubs            | -                                      |           |        |
| 131               | 10              | 31 août 2009    | Italie | Vallée d'Aoste     | -                | Aoste                                  |           |        |

- Les plus hauts chiffres d'audience
- Les plus bas chiffres d'audience

### Saison 15: 2018-2019 (8 épisodes)
| Épisodes émission | Épisodes saison | Date            | Pays   | Région              | Département       | Secteur(s)                                                       | Audiences | Source |
| ----------------- | --------------- | --------------- | ------ | ------------------- | ----------------- | ---------------------------------------------------------------- | --------- | ------ |
| 132               | 1               | 25 avril 2018   | France | Occitanie           | Hérault           | Montpellier et sa région                                         | 2 531 000 | [ 6 ]  |
| 133               | 2               | 2 mai 2018      | France | Occitanie           | Ariège            | Foix et sa région                                                | 2 457 000 | [ 7 ]  |
| 134               | 3               | 17 octobre 2018 | France | Centre-Val de Loire | Indre-et-Loire    | Les Châteaux de la Loire dont Chambord, Chenonceau, Amboise      | 2 129 000 | [ 8 ]  |
| 134               | 3               | 17 octobre 2018 | France | Centre-Val de Loire | Loir-et-Cher      | Les Châteaux de la Loire dont Chambord, Chenonceau, Amboise      | 2 129 000 | [ 8 ]  |
| 135               | 4               | 24 octobre 2018 | France | Normandie           | Calvados          | Caen, Bayeux, Mont Saint-Michel                                  | 2 427 000 | [ 9 ]  |
| 135               | 4               | 24 octobre 2018 | France | Normandie           | Manche            | Caen, Bayeux, Mont Saint-Michel                                  | 2 427 000 | [ 9 ]  |
| 136               | 5               | 27 février 2019 | France | Occitanie           | Lot               | Rocamadour, Figeac, Padirac, Cahors...                           | 2 179 000 | ,      |
| 137               | 6               | 6 mars 2019     | France | Hauts-de-France     | Somme             | Amiens, Saint-Valéry-sur-Somme, Baie de Somme                    | 2 209 000 | ,      |
| 138               | 7               | 17 avril 2019   | France | Nouvelle-Aquitaine  | Charente-Maritime | La Rochelle, le littoral et les îles, le Fort Boyard, L’Hermione | 2 082 000 | ,      |
| 139               | 8               | 24 avril 2019   | France | Île-de-France       | Seine-et-Marne    | Château de Fontainebleau, Provins...                             | 1 980 000 | ,      |

- Les plus hauts chiffres d'audience
- Les plus bas chiffres d'audience

### Saison 16: 2019-2020 (8 épisodes)
| Épisodes émission | Épisodes saison | Date            | Pays   | Région                     | Département             | Secteur(s)                                                                                                 | Audiences | Source |
| ----------------- | --------------- | --------------- | ------ | -------------------------- | ----------------------- | --- | --------- | ------ |
| 140               | 1               | 9 octobre 2019  | France | Bretagne                   | Côtes-d'Armor           | Tréguier, Binic-Étables-sur-Mer, Île de Bréhat                                                             | 1 836 000 | ,      |
| 141               | 2               | 16 octobre 2019 | France | Normandie                  | Seine-Maritime          | Pays de Caux, Fécamp…                                                                                      | 1 762 000 | ,      |
| 142               | 3               | 23 octobre 2019 | France | Auvergne-Rhône-Alpes       | Savoie                  | Les lacs de Savoie et Haute-Savoie (Aix-les-Bains, Evian, Thonon, lac d'Annecy, lac du Bourget, lac Léman) | 2 046 000 | ,      |
| 142               | 3               | 23 octobre 2019 | France | Auvergne-Rhône-Alpes       | Haute-Savoie            | Les lacs de Savoie et Haute-Savoie (Aix-les-Bains, Evian, Thonon, lac d'Annecy, lac du Bourget, lac Léman) | 2 046 000 | ,      |
| 143               | 4               | 8 avril 2020    | France | Polynésie française        | Polynésie française     | L'archipel de la Société (Tahiti)                                                                          | 2 081 000 | ,      |
| 144               | 5               | 15 avril 2020   | France | Corse                      | Corse-du-Sud            | Le pays ajaccien                                                                                           | 2 289 000 | ,      |
| 145               | 6               | 22 avril 2020   | France | Grand Est                  | Aube                    | Reims, Troyes…                                                                                             | 2 345 000 | ,      |
| 145               | 6               | 22 avril 2020   | France | Grand Est                  | Marne                   | Reims, Troyes…                                                                                             | 2 345 000 | ,      |
| 146               | 7               | 29 avril 2020   | France | Provence-Alpes-Côte d'Azur | Alpes-de-Haute-Provence | Sisteron, Digne-les-bains                                                                                  | 2 672 000 | ,      |
| 147               | 8               | 15 juillet 2020 | France | Corse                      | Corse-du-Sud            | Porto-Vecchio                                                                                              | 2 141 000 | [ 35 ] |

- Les plus hauts chiffres d'audience
- Les plus bas chiffres d'audience

### Saison 17: 2020-2021 (8 épisodes)
| Épisodes émission | Épisodes saison | Date            | Pays   | Région                  | Département             | Secteur(s)         | Audiences | Source |
| ----------------- | --------------- | --------------- | ------ | ----------------------- | ----------------------- | ------------------ | --------- | ------ |
| 148               | 1               | 21 octobre 2020 | France | Occitanie               | Haute-Garonne           | Le pays toulousain | 1 804 000 | [ 36 ] |
| 149               | 2               | 28 octobre 2020 | France | Bourgogne-Franche-Comté | Doubs                   | -                  | 1 962 000 | [ 37 ] |
| 150               | 3               | 14 avril 2021   | France | Nouvelle-Aquitaine      | Pyrénées-Atlantiques    | Pays basque, Béarn | 2 282 000 | [ 38 ] |
| 151               | 4               | 28 avril 2021   | France | Pays de la Loire        | Maine-et-Loire          | Anjou              | 1 995 000 | [ 39 ] |
| 152               | 5               | 5 mai 2021      | France | Auvergne-Rhône-Alpes    | Allier                  | -                  | 2 085 000 | [ 40 ] |
| 153               | 6               | 12 mai 2021     | France | Pays de la Loire        | Vendée                  | La Vendée des îles | 2 313 000 | [ 41 ] |
| 154               | 7               | 4 août 2021     | France | Occitanie               | Haute-Garonne Tarn Aude | Canal du Midi      | 2 294 000 | [ 42 ] |
| 155               | 8               | 11 août 2021    | France | Nouvelle-Aquitaine      | Lot-et-Garonne          | -                  | 2 143 000 | [ 43 ] |

- Les plus hauts chiffres d'audience
- Les plus bas chiffres d'audience

### Saison 18: 2022 (4 épisodes)
| Épisodes émission | Épisodes saison | Date            | Pays   | Région                     | Département          | Secteur(s)               | Audiences | Source |
| ----------------- | --------------- | --------------- | ------ | -------------------------- | -------------------- | ------------------------ | --------- | ------ |
| 156               | 1               | 6 juillet 2022  | France | Provence-Alpes-Côte d'Azur | Var, Alpes-Maritimes | Esterel                  | 1 802 000 | [ 44 ] |
| 157               | 2               | 13 juillet 2022 | France | Auvergne-Rhône-Alpes       | Cantal, Haute-Loire  | Cantal et Haute-Loire    | 1 720 000 | [ 45 ] |
| 158               | 3               | 20 juillet 2022 | France | Provence-Alpes-Côte d'Azur | Vaucluse             | Vaucluse                 | 1 995 000 | [ 46 ] |
| 159               | 4               | 31 août 2022    | France | Normandie                  | Manche               | Le Littoral de la Manche | 1 758 000 | [ 47 ] |

- Les plus hauts chiffres d'audience
- Les plus bas chiffres d'audience

### Saison 19: 2023 (5 épisodes)
| Épisodes émission | Épisodes saison | Date            | Pays   | Région                     | Département      | Secteur(s)           | Audiences | Source |
| ----------------- | --------------- | --------------- | ------ | -------------------------- | ---------------- | -------------------- | --------- | ------ |
| 160               | 1               | 5 juillet 2023  | France | Auvergne-Rhône-Alpes       | Savoie           | La Maurienne         | 1 873 000 | [ 48 ] |
| 161               | 2               | 12 juillet 2023 | France | Hauts-de-France            | Pas-de-Calais    | La Côte d'Opale      | 2 352 000 | [ 49 ] |
| 162               | 3               | 19 juillet 2023 | France | Occitanie                  | Lozère           | La Lozère            | 2 128 000 | [ 50 ] |
| 163               | 4               | 26 juillet 2023 | France | Provence-Alpes-Côte d'Azur | Bouches-du-Rhône | Les Bouches-du-Rhône | 2 113 000 | [ 51 ] |
| 164               | 5               | 2 août 2023     | France | Grand Est                  | Haut-Rhin        | L'Alsace             | 2 439 000 | [ 52 ] |

- Les plus hauts chiffres d'audience
- Les plus bas chiffres d'audience

### Saison 20: 2024 (4 épisodes)[53]
| Épisodes émission | Épisodes saison | Date            | Pays   | Région                     | Département         | Secteur(s)                           | Audiences | Source |
| ----------------- | --------------- | --------------- | ------ | -------------------------- | ------------------- | ------------------------------------ | --------- | ------ |
| 165               | 1               | 19 juillet 2024 | France | Provence-Alpes-Côte d'Azur | Var                 | Hyères                               | 1 589 000 | [ 54 ] |
| 166               | 2               | 16 août 2024    | France | Occitanie                  | Tarn-et-Garonne     | -                                    | 1 858 000 | [ 55 ] |
| 167               | 3               | 21 août 2024    | France | Occitanie                  | Pyrénées-Orientales | Argelès-sur-Mer et la Côte Vermeille | 1 741 000 | [ 56 ] |
| 168               | 4               | 23 août 2024    | France | Nouvelle-Aquitaine         | Dordogne            | Périgord Noir                        | 1 460 000 | [ 57 ] |

- Les plus hauts chiffres d'audience
- Les plus bas chiffres d'audience

### Saison 21: 2025 (6 épisodes)
| Épisodes émission | Épisodes saison | Date        | Pays   | Région                  | Département        | Secteur(s)                  | Audiences | Source |
| ----------------- | --------------- | ----------- | ------ | ----------------------- | ------------------ | --------------------------- | --------- | ------ |
| 169               | 1               | 2 mai 2025  | France | Bretagne                | Morbihan           | Quiberon et ses alentours   | 1 607 000 | [ 59 ] |
| 170               | 2               | 9 mai 2025  | France | Normandie               | Calvados           | Pays d'Auge et Côte fleurie | 1 337 000 | [ 61 ] |
| 171               | 3               | 16 mai 2025 | France | Grand Est               | Meurthe-et-Moselle | Nancy et ses alentours      | 1 285 000 |        |
| 172               | 4               | été 2025    | France | Bourgogne-Franche-Comté | Saône-et-Loire     | Bourgogne Sud               |           |        |
|                   |                 | à venir     | France | Nouvelle Aquitaine      | Charente           | Grand Cognac                |           |        |
|                   |                 | à venir     | France | Auvergne-Rhône-Alpes    | Puy de Dome        | Les Combrailles             |           |        |